# Вік Гоффінгер
Валентин Едвард «Вік» Гоффінгер (нар. 1 січня 1901, Зельц, Одеський повіт, Херсонська губернія, Російська імперія — пом. 22 березня 1976) — перший гравець Національної хокейної ліги, який народився в Україні.
Народився в німецькій землеробній колонії на півдні України. Згодом його родина переїхала до Канади, в провінцію Саскачеван. В різноманітних лігах північноамериканського хокею виступав з 1926 по 1935 рік.
Протягом двох сезонів захищав кольори «Чикаго Блек Гокс» в Національній хокейній лізі. В регулярному чемпіонаті 1927/28 провів 16 ігор (одна результативна передача), а в наступній першості — ще десять матчів. До речі, 1928 року до лав клубу приєднався уродженець сучасної Херсонської області Джонні Готтселіг.
У 30-х роках тренував олімпійську збірну Німеччини. Після завершення хокейної кар'єри працював ортопедом.
| Сезон   | Команда            | Ліга |    | Регулярний чемпіонат | Регулярний чемпіонат | Регулярний чемпіонат | Регулярний чемпіонат | Регулярний чемпіонат |
| Сезон   | Команда            | Ліга | І  | Г                    | П                    | О                    | Штр                  |                      |
| ------- | ------------------ | ---- | -- | -------------------- | -------------------- | -------------------- | -------------------- | -------------------- |
| 1927-28 | «Чикаго Блек Гокс» | НХЛ  | 16 | 0                    | 1                    | 1                    | 18                   |                      |
| 1928-29 | «Чикаго Блек Гокс» | НХЛ  | 10 | 0                    | 0                    | 0                    | 12                   |                      |